# Jardines de Alfabia

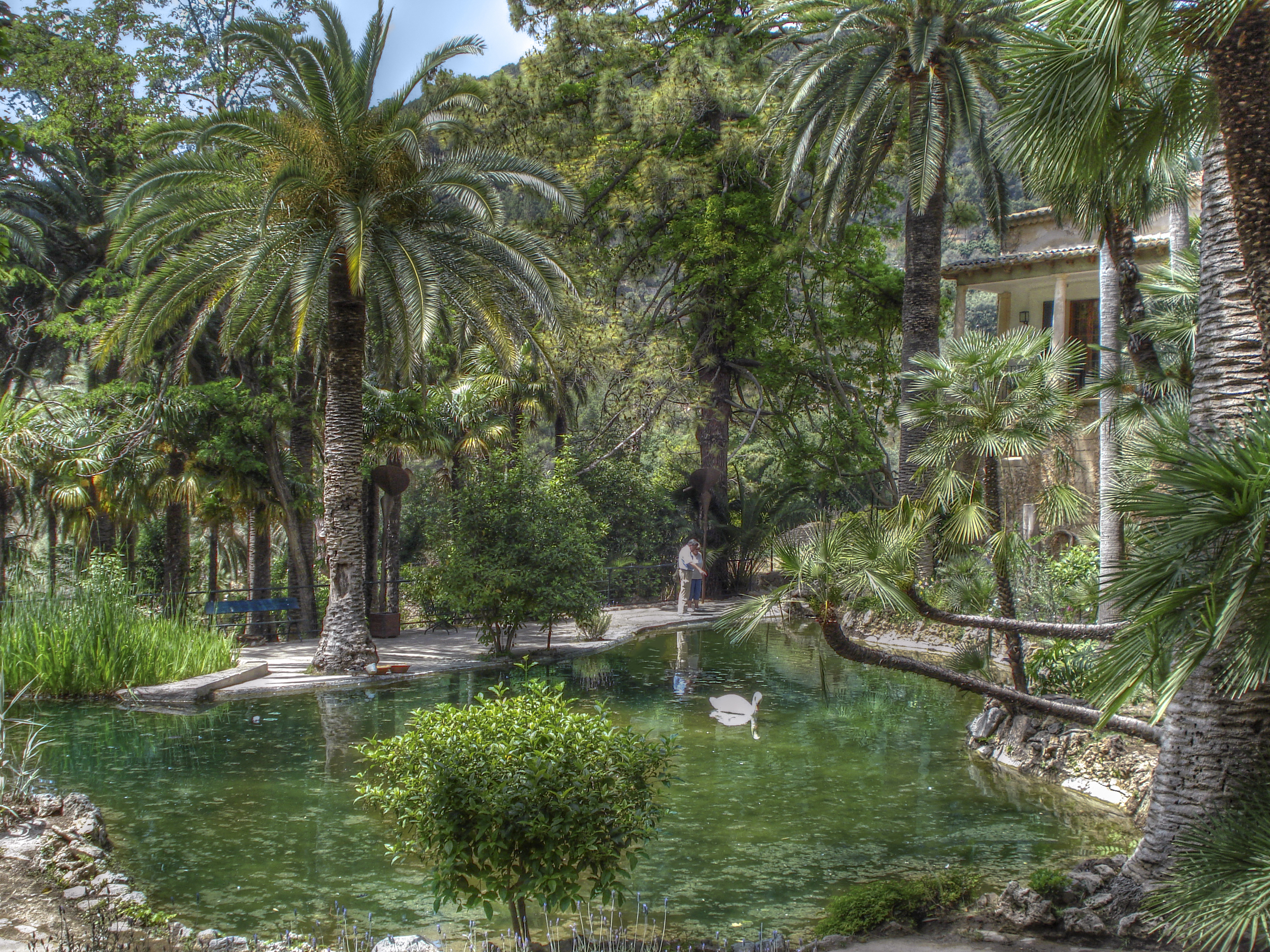
Jardines de Alfabia.

Los Jardines de Alfabia (en catalán: Jardins d'Alfàbia) se encuentran en Buñola (Mallorca), en el kilómetro 17 de la carretera de Palma a Sóller, dentro del conjunto de la sierra de Alfabia. Se pueden clasificar como un son, una tipología de jardín específica de Mallorca, de herencia hispanoárabe, ya que provenía de antiguas explotaciones agrícolas de la época de ocupación musulmana de la isla, generalmente dispuestas en terrazas y dedicadas al cultivo de cítricos y frutales, y que durante la época renacentista, al pasar a manos de familias nobles, sufrieron numerosas transformaciones para otorgarles un mayor aire de riqueza y suntuosidad.

## Historia y descripción

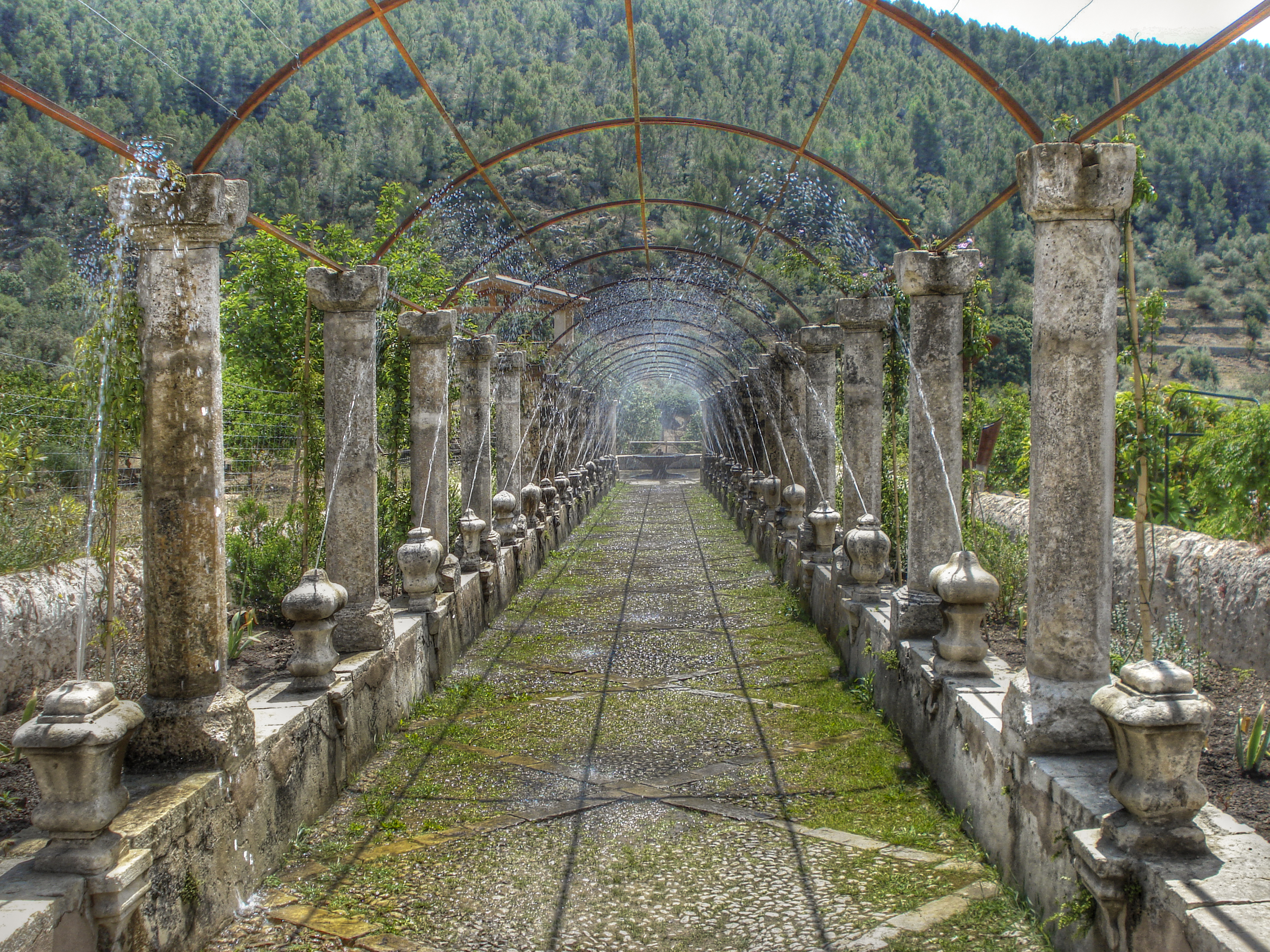
Pérgola del jardín.

Tras la conquista de las islas Baleares por parte de Jaime I el Conquistador, el monarca entregó la finca a su tío Nuño de Rosellón, quien a su vez se la vendió a la familia morisca Ben-Abet. Posteriormente pasó por varias manos, hasta llegar a pertenecer a la familia Zaforteza, sus actuales propietarios.
La casa familiar se construyó en el siglo XV, mientras que en el XVII se añadió un ala posterior, y la fachada, de estilo barroco, es del siglo XVIII. En el patio de la casa destaca una fuente con una escultura de un niño y un pez. Los jardines se encuentran en la parte posterior del edificio, donde destaca un aljibe cubierto por una bóveda de medio cañón, así como una pérgola con 72 columnas y 24 hidras de piedra con surtidores intercalados, cuya agua cae por la pendiente del terreno hasta un huerto de naranjos.
En el siglo XIX se añadió un nuevo jardín de tipo paisajista, donde destaca un lago poblado por nenúfares y rodeado de palmeras y bambúes.